# Quiosque de Trajano

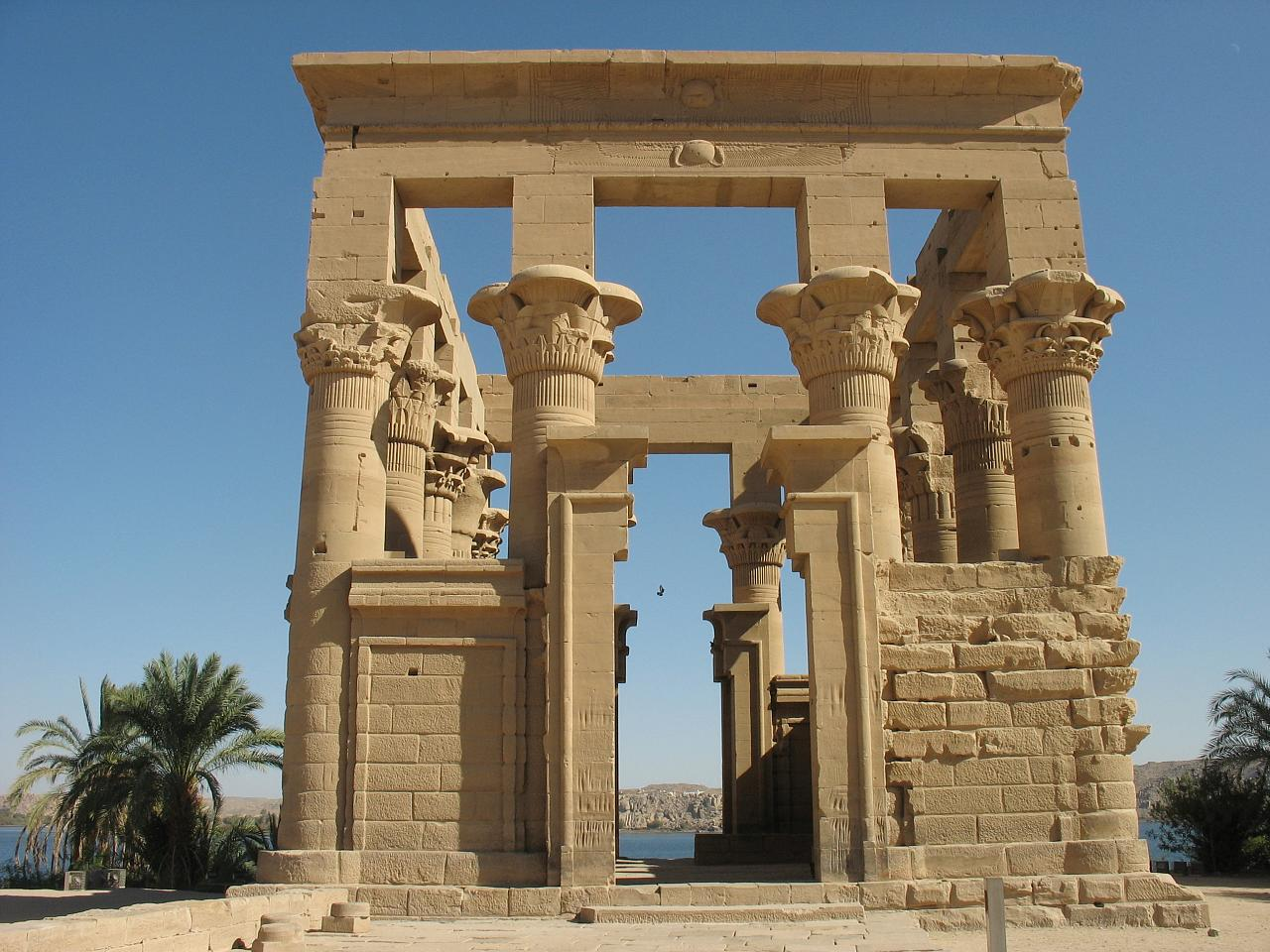
Quiosque de Trajano, na ilha de Agilquia

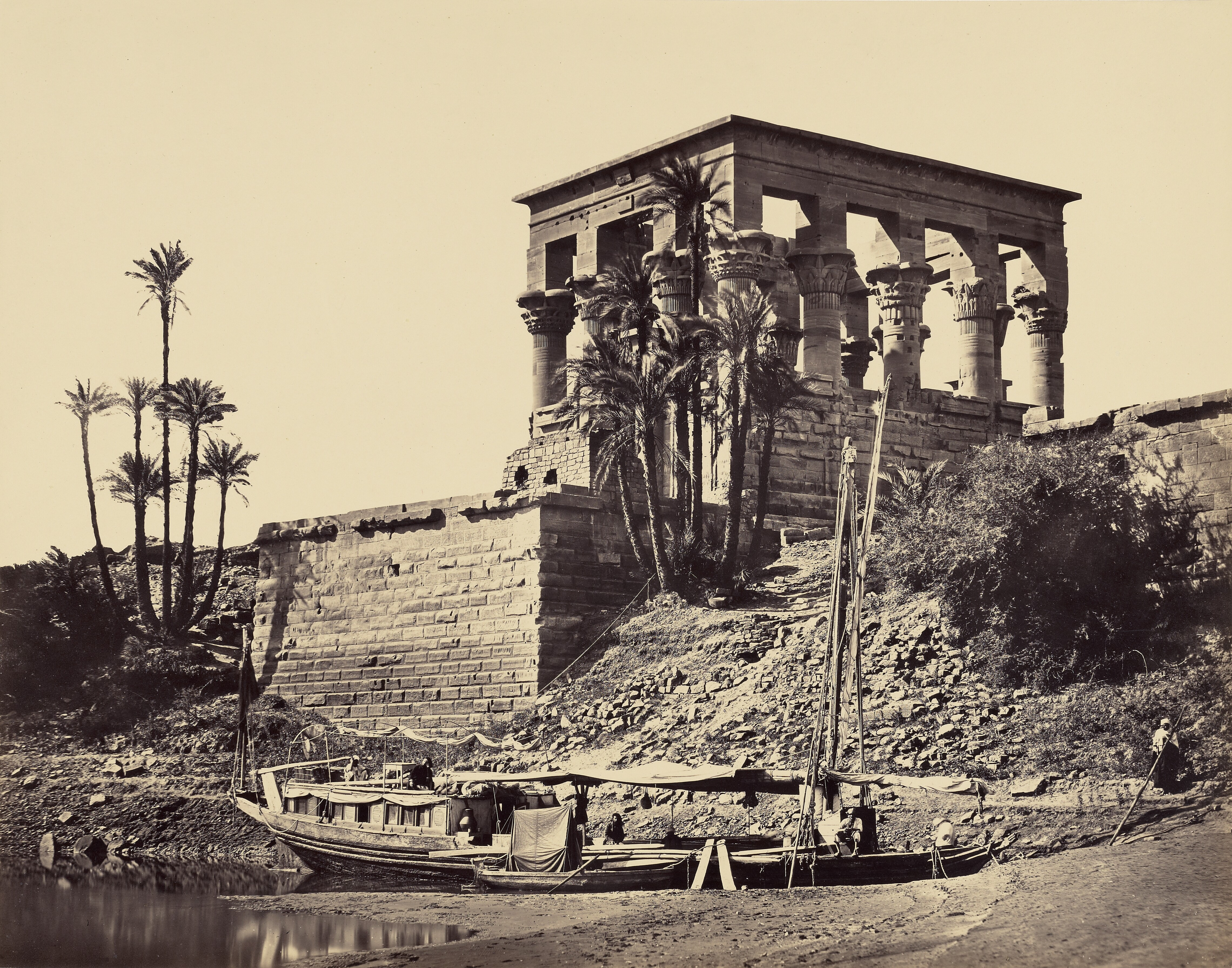
Templo Hipetral, Filas, de Francis Frith, 1857; da coleção das Galerias Nacionais da Escócia

Quiosque de Trajano é um templo a céu aberto situado na ilha de Agilquia, no Egito. Construído pelo imperador romano Trajano, é um dos maiores monumentos do Antigo Egito ainda em existência nos dias de hoje. Foi construído originalmente na ilha de Filas (próxima à represa de Assuã), porém foi transportada para Agilquia na década de 1960 pela UNESCO para que não fosse coberto pelas águas do rio Nilo, devido à construção da própria represa. O quiosque, de 15 por 20 metros, tem 15,85 metros de altura; sua função provavelmente era a de "abrigar a barca de Ísis nas margens orientais da ilha de Filas". Suas colunas sustentam "diferentes capiteis compostos luxuosamente decorados, sobre os quais estão pilares de 2,10 metros de altura", que originalmente seriam esculpidos no formato do deus Bes, de maneira semelhante aos templos de Filas, Armante e Dendera - embora esta decoração nunca tenha sido completada.
O estrutura hoje em dia não tem teto, porém buracos encontrados dentro das arquitraves da estrutura sugerem que um telhado, feito de madeira, deve ter sido utilizado ali em tempos antigos. Três treliças longas, de 12,50 metros, presumivalmente trianguladas, "inseridas numa plataforma no fundo da arquitetura de pedra, sustentavam o teto, levemente abobadado. O edifício representa um exemplo de combinação entre madeira e pedra na mesma estrutura arquitetônica, algo incomum num templo egípcio. 